# Astragalus chrysopterus
Astragalus chrysopterus är en ärtväxtart som beskrevs av Aleksandr Andrejevitj Bunge. Astragalus chrysopterus ingår i släktet vedlar, och familjen ärtväxter. Inga underarter finns listade i Catalogue of Life.